# Proscopia brevicornis
Proscopia brevicornis är en insektsart som beskrevs av Klug, J.C.F. 1820. Proscopia brevicornis ingår i släktet Proscopia och familjen Proscopiidae. Inga underarter finns listade i Catalogue of Life.